# Erodium guttatum
Erodium guttatum är en näveväxtart som först beskrevs av René Louiche Desfontaines, och fick sitt nu gällande namn av Carl Ludwig von Willdenow. Erodium guttatum ingår i släktet skatnävor, och familjen näveväxter. Inga underarter finns listade i Catalogue of Life.